# Мурзакойская балка
Мурзакойская (укр. Мурзакойська балка, крымскотат. Mırzaköy yılğası, Мырзакой йылгъасы) — маловодная балка в Крыму, на территории Белогорского района. Водоохранная зона балки установлена в 50 м На берегах балки располагается село Дивное (бывшее Мурза-Кой). Исток ручья — довольно обильный родник Су-баши, дебет которого Николай Рухлов в 1911 году определял в 3000 вёдер в сутки. Расположен источник на северо-восточных отрогах горного массива Кубалач внутренней гряды Крымских гор, в окрестностях села Дивного. Название получено по селу Мурза-Кой (до 1948 года).